# العلاقات الأندورية الإسبانية
العلاقات الأندورية الإسبانية هي العلاقات الثنائية التي تجمع بين أندورا وإسبانيا.

## مقارنة بين البلدين
هذه مقارنة عامة ومرجعية للدولتين:
| وجه المقارنة                                              | أندورا                                                     | إسبانيا                                                                             |
| --------------------------------------------------------- | ---------------------------------------------------------- | ----------------------------------------------------------------------------------- |
| المساحة (كم2)                                             | 468                                                        | 505.99 ألف                                                                          |
| عدد السكان (نسمة)                                         | 76.18 ألف                                                  | 46.73 مليون                                                                         |
| الكثافة السكانية (ن./كم²)                                 | 16.28 ألف                                                  | 92.35                                                                               |
| العاصمة                                                   | أندورا لا فيلا                                             | مدريد                                                                               |
| اللغة الرسمية                                             | اللغة الكتالونية                                           | اللغة الإسبانية، اللغة الغاليسية، لغة بشكنشية، اللغة الكتالونية، اللغة الأوكسيتانية |
| العملة                                                    | يورو                                                       | يورو، بيزيتا إسبانية                                                                |
| الناتج المحلي الإجمالي (بليون دولار)                      | 3.01 مليار                                                 | 1.31 تريليون                                                                        |
| الناتج المحلي الإجمالي (تعادل القوة الشرائية) بليون دولار |                                                            | 1.77 تريليون                                                                        |
| الناتج المحلي الإجمالي الاسمي للفرد دولار أمريكي          |                                                            | 28.16 ألف                                                                           |
| الناتج المحلي الإجمالي للفرد دولار أمريكي                 |                                                            | 38.00 ألف                                                                           |
| مؤشر التنمية البشرية                                      | 0.858                                                      | 0.876                                                                               |
| رمز المكالمات الدولي                                      | +376                                                       | +34                                                                                 |
| رمز الإنترنت                                              | .ad                                                        | .es                                                                                 |
| المنطقة الزمنية                                           | ت ع م+01:00، توقيت وسط أوروبا، ت ع م+02:00، أوروبا/أندورا ‏ | ت ع م+01:00، ت ع م+02:00                                                            |

## مدن متوأمة
في ما يلي قائمة باتفاقيات التوأمة بين مدن أندورية وإسبانية:
- ترتبط أندورا لا فيلا مع سان بول دي مار باتفاقية توأمة.

## منظمات دولية مشتركة
يشترك البلدان في عضوية مجموعة من المنظمات الدولية، منها:
| علم المنظمة | اسم المنظمة                    | تاريخ انضمام أندورا | تاريخ انضمام إسبانيا |
| ----------- | ------------------------------ | ------------------- | -------------------- |
|             | الاتحاد الدولي للاتصالات       | 12 نوفمبر 1993      | 1866                 |
|             | منظمة حظر الأسلحة الكيميائية   | ?                   | ?                    |
|             | يونسكو                         | 20 أكتوبر 1993      | 30 يناير 1953        |
|             | مجلس أوروبا                    | ?                   | ?                    |
|             | الأمم المتحدة                  | 28 يوليو 1993       | 14 ديسمبر 1955       |
|             | منظمة الشرطة الجنائية الدولية  | ?                   | ?                    |
|             | منظمة الأمن والتعاون في أوروبا | 25 أبريل 1996       | 25 يونيو 1973        |

## أعلام
هذه قائمة لبعض الشخصيات التي تربطها علاقات بالبلدين:
- ألبا لوبيز (لاعبة كرة قدم أندورية، 26 نوفمبر 1991 – )
- أنتوني ليما (22 سبتمبر 1970[19] – )
- إيلديفونس ليما (لاعب كرة قدم أندوري، 10 ديسمبر 1979[20] – )
- فرناندو سيلفا غارسيا (لاعب كرة قدم أندوري، 16 مايو 1977[21] – )
- كولدو آلفاريز (4 سبتمبر 1970[22] – )
- كيكو (لاعب كرة قدم إسباني، 21 سبتمبر 1998 – )
- ماكس لوفيرا (لاعب كرة قدم أندوري، 8 يناير 1997[23] – )

## وصلات خارجية
- موقع وزارة الخارجية الأندورية
- موقع وزارة الخارجية الإسبانية